# Clos Jouve
Pour les articles homonymes, voir Jouve.
Le clos Jouve est un ancien haut lieu de la boule lyonnaise, situé dans le quartier de la Croix-Rousse, dans le 1er arrondissement de Lyon, entre le boulevard de la Croix-Rousse et la rue Pierre-Dupont, et le 4e arrondissement de Lyon, entre le boulevard de la Croix-Rousse et la rue Anselme.
Il comprenait seize jeux de boule lyonnaise, remplacés depuis 2020 par un jardin public.
Le Clos Jouve est également le nom donné à un quartier, ainsi qu'à un ensemble d'immeubles construits au début du XXe siècle. Cet ensemble est au cœur des rues Marie-Anne Leroudier, Carquillat, Pierre-Dupont et des Chartreux. Les rues Maisiat et Dominique-Perfetti sont également considérées comme étant au Clos Jouve.

## Histoire
Au XVIIIe siècle, à l'ouest du plateau et sur les pentes de la Croix-Rousse, la chartreuse du Lys Saint-Esprit, fondée en 1585, occupe une vingtaine d'hectares. En plus des bâtiments, on y trouvait alors de nombreuses vignes.
Mais en 1791, les terrains des congrégations religieuses installées à la Croix-Rousse sont vendus comme bien nationaux. La première propriété mise aux enchères est celle des chartreux en septembre 1791.
C'est ainsi qu'au XIXe siècle, la famille Jouve se trouve propriétaire d'un terrain planté de vigne, bordant le rempart, et qu'elle vend au ministère de la Guerre. Le désormais nommé "clos Jouve" sera alors utilisé par les militaires du fort Saint-Jean pour leurs manœuvres dès 1840. Une petite caserne (la caserne du Clos Jouve) y est même installée.
L'endroit délaissera progressivement ses activités militaires pour devenir au cours des années le plus grand terrain de boules de Lyon.
En 1850, la première société officielle de jeu de boule y est fondée. Elle se nomme « le Clos Jouve ».
Il est probable que l'endroit connaîtra au cours de cette période plusieurs noms. Alors que la Société de jeu de boule et la caserne font référence au clos Jouve, il semble que le terrain ait également porté le nom de plateau de la Butte. La butte en question, édifiée pour l'entraînement des arquebusiers, est celle qui a donné son nom à la montée de la Butte voisine.
En 1870, après la défaite de Sedan, la République est proclamée à Lyon. Des troubles éclatent dans la ville, provoquant plusieurs exécutions, dont celle du commandant Antoine Arnaud qui sera fusillé sur la place d'armes du clos Jouve le 20 novembre.
De 1928 à 1935, des habitations à bon marché sont construites sur la partie est de l’ancien terrain militaire. Les rues Carquillat et Leroudier sont ouvertes. Le clos Jouve est titulaire du premier titre de champion du monde de boule en 1948 avec la quadrette Charbonnier - Sotton - Valet - Vincent. Louis Sotton est également titré trois fois champion de France
Une partie du clos Jouve devient en 1954 le stade Roger-Duplat (en hommage à l'alpiniste lyonnais disparu tragiquement dans l'Himalaya en 1951), auquel viendra ensuite s'ajouter un gymnase.
Longtemps laissé à l'état d'abandon, le boulodrome fait l'objet d'un plan de rénovation visant à le transformer en jardin public. Les travaux sont lancés en 2019 et le parc-jardin est ouvert au public en février 2020.
La légende voulait que la Fanny ait été une fille du quartier. Au milieu du jardin, une sculpture de forme sphérique immortalise la tradition qui veut qu'un joueur de boules n’ayant réalisé aucun point embrasse « le fondement » de Fanny.

## Accessibilité
Le lieu est accessible par les bus ou trolleybus TCL des lignes C13, C18, 2, 45 et S4, à l'arrêt Clos Jouve.